# MTR MTR390
El MTU Turbomeca Rolls-Royce MTR390 es un motor turboeje desarrollado por el consorcio MTU Aero Engines Turbomeca Rolls-Royce GmbH (MTR) para ser aplicado en helicópteros ligeros. Está diseñado para propulsar helicópteros con un rango de peso entre las 5 y las 7 toneladas tanto en configuraciones monomotor como bimotor. Hasta el momento la única aplicación de este motor es el helicóptero de ataque europeo Eurocopter Tigre. Las pruebas del MTR390 empezaron en 1989 y la primera prueba en vuelo se realizó en 1991. El MTR390 obtuvo la certificación militar en mayo de 1996 y la aprobación civil en junio de 1997. Se está desarrollando una versión mejorada, MTR390-E (Enhanced), con la participación de la compañía española ITP en el consorcio MTU Aero Engines Turbomeca Rolls-Royce ITP GmbH (MTRI).

## Variantes

### MTR390-2C
Versión de producción.
| Potencia de despegue          | 958 kW   |
| Potencia de emergencia (30 s) | 1.160 kW |
| Potencia máxima continua      | 873 kW   |
| Longitud                      | 1.078 mm |
| Anchura                       | 442 mm   |
| Altura                        | 682 mm   |
| Peso en seco                  | 169 kg   |

### MTR390-E
Versión mejorada en desarrollo, ofrece un 14% más de potencia con un muy bajo incremento en el consumo de combustible.
| Potencia de despegue          | 1.094 kW |
| Potencia de emergencia (30 s) | 1.322 kW |
| Potencia máxima continua      | 995 kW   |
| Longitud                      | 1.078 mm |
| Anchura                       | 442 mm   |
| Altura                        | 682 mm   |
| Peso en seco                  | 179 kg   |

## Aplicaciones
- Eurocopter EC 665 Tigre